# Bezirk Jordanów
Bezirk Jordanów  – dawny powiat (Bezirk) kraju koronnego Królestwo Galicji i Lodomerii, funkcjonujący w latach 1854–1867. Siedzibą starostwa było miasto Jordanów.

## Historia
Bezirk Jordanów utworzono w ramach reformy uwłaszczeniowej z okresu Wiosny Ludów (1848–1849), która likwidowała jurysdykcję właściciela ziemskiego nad poddanymi. W Galicji, dominium – jako podstawowa jednostka administracyjna i filar systemu feudalnego straciło rację bytu. Konieczne stało się zatem wprowadzenie nowego systemu administracyjnego, którego zręby powstały w latach 1851–1855. Nowy trójstopniowy podział administracyjny objął 21 cyrkułów (niem. Kreise), 179 małych powiatów (niem. Bezirke) i ponad 6000 gmin (niem. Gemeinde).
Bezirk Jordanów objął obszar o wielkości 7,1 mil², zamieszkany przez 22.461 ludzi i podzielony na 26 gmin katastralnych, w tym miasto Jordanów. Wszedł w skład cyrkułu wadowickiego, jako jeden z jego trzynastu powiatów ziemskich. Od południowego zachodu powiat graniczył z Zalitawią. 1 maja 1860 zniesiono cyrkuł wadowicki, a jego cały obszar włączono do cyrkułu krakowskiego.
Po nadaniu Galicji autonomii oraz powołaniu samorządu gminnego i powiatowego w 1865 zlikwidowano cyrkuły (Kreise). Dotychczasowe małe powiaty (Bezirke) w liczbie 179, utrzymały się do 1867 roku, kiedy to w następstwie kolejnej reformy administracyjnej (23 stycznia 1867) zostały zastąpione przez 74 większe powiaty. Jednym z tych nowych powiatów był powiat myślenicki, w skład którego wszedł m.in. w całości zniesiony Bezirk Jordanów. 1 sierpnia 1878 i 1 listopada 1878 częściowo zmieniono granice powiatu myślenickiego, przenosząc pięć gmin (Chabówka, Ponice, Rdzawka, Rokiciny i Sieniawa z Bielanką) do powiatu nowotarskiego. 1 stycznia 1924 gminę Raba Wyżna przeniesiono z powiat myślenickiego do powiatu nowotarskiego. Również 1 stycznia 1924 gmin dziewiętnaście gmin z dawnego Bezirk Jordanów weszło w skład nowo utworzonego powiatu makowskiego, do którego dołączono jeszcze 30 listopada 1929 trzy gminy z powiatu nowotarskiego – Chabówka, Ponice i Rdzawka. 23 lipca 1930 gminę Rdzawka włączono z powrotem do powiatu nowotarskiego. 1 kwietnia 1932, po zniesieniu powiatu makowskiego, gminy należące przed 1924 do powiatu myślenickiego (oprócz Rabki) powróciły do niego, natomiast gminy Chabówka i Ponice powróciły do powiatu nowotarskiego, dokąd trafiła także gmina Rabka.
W latach 20. i 30. XX zniesiono też kilka gmin. 1 października 1927 zniesiono gminy Słonne i Zaryte, włączając je do gminy Rabka. 1 kwietnia 1929 zniesiono gminę Malejowa, włączając ją (wraz z przysiółkami Przykiec i Hrobacze z gminy Łętownia oraz z przysiółkiem Munkacz z gminy Bystra) do miasta Jordanowa. 1 kwietnia 1929 zniesiono też gminę Bogdanówka, włączając ją do gminy Skomielna Czarna. 1 kwietnia 1930 zniesiono gminę Więcierza, włączając ją do gminy Tokarnia.

## Podział administracyjny (1854)
| Lp. | Gmina jednostkowa      | Powierzchnia | Ludność | Powiat w 1867 po zniesieniu |
| --- | ---------------------- | ------------ | ------- | --------------------------- |
| 1   | Jordanów (M)           | 1479         | 1008    | myślenicki                  |
| 2   | Bystra                 | 4055         | 1022    | myślenicki                  |
| 3   | Toporzysko             | 3047         | 962     | myślenicki                  |
| 4   | Bogdanówka             | 1515         | 509     | myślenicki                  |
| 5   | Łętownia z Chrobaczami | 4358         | 1475    | myślenicki                  |
| 6   | Sidzina                | 9960         | 2310    | myślenicki                  |
| 7   | Krzeczów               | 2000         | 554     | myślenicki                  |
| 8   | Raba Wyżna             | 3646         | 1017    | myślenicki                  |
| 9   | Chabówka               | 1042         | 511     | myślenicki                  |
| 10  | Ponice                 | 2521         | 731     | myślenicki                  |
| 11  | Rabka                  | 3400         | 983     | myślenicki                  |
| 12  | Rdzawka                | 2149         | 578     | myślenicki                  |
| 13  | Skomielna Biała        | 2435         | 1101    | myślenicki                  |
| 14  | Słonne                 | 1766         | 651     | myślenicki                  |
| 15  | Zaryte                 | 1128         | 517     | myślenicki                  |
| 16  | Rokiciny               | 1364         | 412     | myślenicki                  |
| 17  | Bielanka               | 1051         | 208     | myślenicki                  |
| 18  | Sieniawa               | 2299         | 611     | myślenicki                  |
| 19  | Skomielna Czarna       | 2289         | 937     | myślenicki                  |
| 20  | Spytkowice ad Jordanów | 5599         | 1617    | myślenicki                  |
| 21  | Tokarnia               | 3314         | 685     | myślenicki                  |
| 22  | Więcierza              | 3314         | 659     | myślenicki                  |
| 23  | Malejowa               | 1697         | 593     | myślenicki                  |
| 24  | Naprawa                | 2389         | 739     | myślenicki                  |
| 25  | Skawa                  | 3564         | 1352    | myślenicki                  |
| 26  | Wysoka ad Jordanów     | 2507         | 724     | myślenicki                  |

Objaśnienie:
(M) = miasto; (m) = miasteczko